# 확산 모델
확산 모델(Diffusion model, 디퓨전 모델)은 확산 과정을 수행한 뒤 원본 이미지를 만들려고 노력하는 과정을 기계 학습하여 새로운 이미지를 만드는 생성 모델(Generative model)이다. 확산 확률 모델이라고도 한다. 과거의 최고 기술이었던 생성적 적대 신경망(GAN)보다 성능이 더 좋은 것으로 알려져있다.

## 같이 보기
- 마르코프 연쇄
- 변분 베이즈 방법